# Apatura vidua
Apatura vidua är en fjärilsart som beskrevs av Cabea 1910. Apatura vidua ingår i släktet Apatura och familjen praktfjärilar. Inga underarter finns listade i Catalogue of Life.